# Recea (okręg Sălaj)
Recea (węg. Krasznarécse) – wieś w Rumunii, w okręgu Sălaj, w gminie Vârșolț. W 2011 roku liczyła 448 mieszkańców.